# Kozala
Kozala (olaszul: Cosala), Fiume városrésze Horvátországban, Tengermellék-Hegyvidék megyében.

## Fekvése
Kozalát délen és keleten Školjić-Stari, délnyugaton Brajda-Dolac, nyugaton a Belveder és Škurinjska, északon pedig Brašćine-Pulac városrészek határolják.

## Története
A Kozala név már a 15. században feltűnik a történeti forrásokban. A ma is használt utca és helynevek közül a legkorábbiak a Goljak, Kozala és Rastočine már 1438-ban felbukkannak. Ugyancsak 15. századiak még a Brdo, Krasa és Klibac helynevek. 1526-ban felépült a Szent Katalin kápolna. 1676-ban a Goljak-dombon három keresztet állítottak és a keresztúton hét kápolnát építettek. 1678-ban megkezdték a Szent Sír kápolna építését. 1773-ban a Kálvária-domb déli lejtőjén létesült a város első falakon kívüi temetője.
1780-ig Fiume városát falak kerítették be, melyek a mai Žrtava fašizma, Supilovo, Korzo, Ante Starčević és Pavol Ritter Vitezović utcák vonalában húzódtak. A falak között árok és egy szűk térség húzódott, melyet barbakannak neveztek. A falakon kívüli terület a Rječina mentén Grohováig és Cerovicáig terjedt. 1872-ben ezt a területet három részre (Drenova, Kozala és Plase) osztották. Az itt lakók a fiumei polgárokkal azonos jogokat élveztek, elöljárójuk pedig a városi képviselő testületnek volt felelős. 

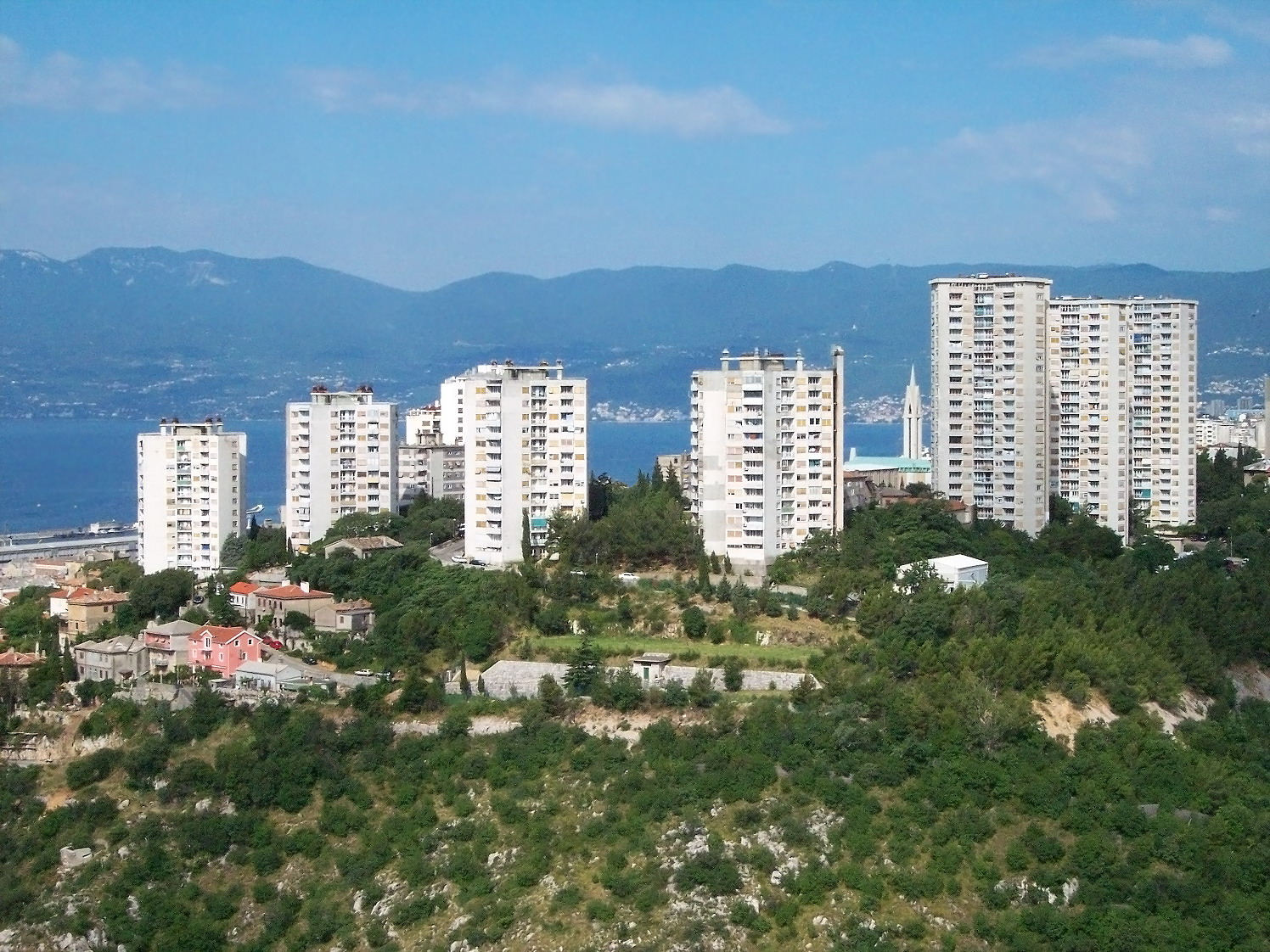
Kozala látképe

A város vedőfalait II. József gazdasági okokból a 18. század végén lebonttatta. A falak lebontásával a város arculata megváltozott, új városrészek alakulnak ki, a további építkezések pedig északi irányba folytatódtak. A korábban művelt területek építési övezetekké váltak, templomokat és kápolnákat lebontották, a régi ingatlantulajdonosok eltűntek. Néhány korábbi név elveszítette a jelentését, az újonnan létrehozott utcák és terek új neveket kapnak, ami a fiumei olasz jelleg megerősödéséhez kapcsolódott. A szláv neveket azok idegen hangzása miatt legtöbbször egyszerűen elhagyták. A várost a tenger egy szűk területsávra szorította, mely felett emelkedtek Kozala, Turnić és Trsat meredek dombjai. A terep meredeksége befolyásolta az itt kialakult települések külső megjelenését. A 19. század közepétől a második világháborúig lakóépületek sora épült fel itt. Kezdetben historikus, majd a 20. század elejétől szecessziós, 1925-től pedig már a modern stílus volt a jellemző. Mintaként leginkább Budapest, Bécs és Trieszt épületei szolgáltak figyelembe véve a terep sajátosságait. Így a magas épületek domináltak, ahol alul üzletek, felül pedig a lakások voltak. A nemzetközi kereskedelem és az ipar fejlődésével a 19. század végén nagyszámú munkavállaló jött Fiumébe, akiknek szükségük volt szállásokra. A legtöbb házat ekkor Kozala, Mlaca és Turnić területén építették a városban. A leggazdagabb polgárok villákat építettek, de nem alkalmi tartózkodásra vagy nyaralásra, hanem a mindennapi élethez. A villák többnyire csendes és nyugodt környezetben épült napsütötte telkeken a belváros közelében. 
Az 1924-es Római szerződéssel a várost keleti és nyugati részre osztották. A nyugati részt Olaszországhoz csatolták és Sušak keleti része került a Szerb-Horvát-Szlovén Királyságához. 1934-ben befejeződött a Szent Romuald és Mindenszentek templom építése. 

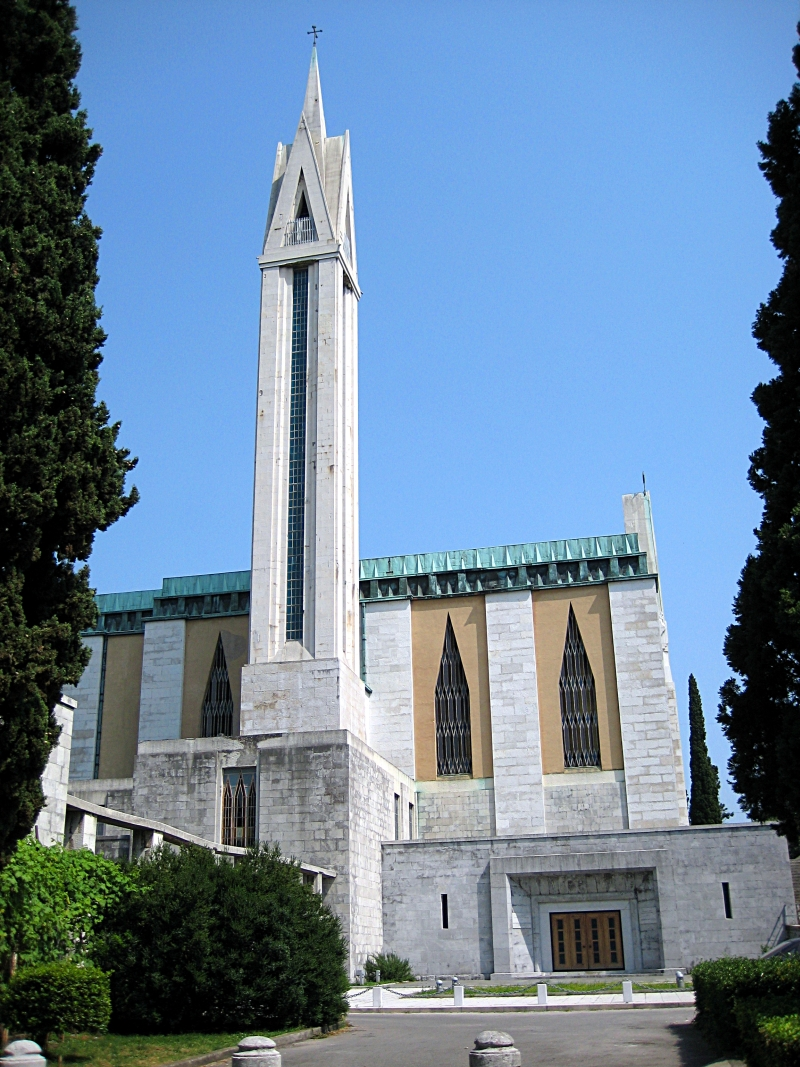
A Szent Romuald és Mindenszentek templom

## Nevezetességei
- A Szent Romuald és Mindenszentek templom 1934-ben épült
- Kálvárialépcsők

## Oktatás
A helyi oktatás kezdetei 1873-ig nyúlnak vissza, amikor a helyi képviselők egy iskola megnyitására irányuló kéréssel fordultak a városvezetéshez. Az iskola végül 1880-ban nyílt meg. Ebben a házban az iskola addig működött, amíg 1911-ben be nem költöztek az új iskola épületébe (a mai Belvedere Általános Iskola). Az osztályok kezdetben kétnyelvűek voltak, horvát és olasz nyelven folyt az oktatás. 1895-ben a horvát nyelvet megszüntették oktatási nyelvként és csak az olasz nyelvet ismerték el a hivatalos nyelvként. A két világháború közötti időszakot Fiume városa és környéke horvát lakosságának erőszakos olaszosítása jellemezte. A második világháború végén a társadalmi és politikai körülmények jelentősen megváltoztak. 1945-ben már hat általános iskola működött a városban, köztük a kozalai iskola. Az 1985/86-os tanévre 1849 tanulóval a kozalai iskola lett a város legnagyobb iskolája. 1986 októberében megkezdődött egy új iskola építése Drenován. Így a „Kozala” általános iskola két iskolára oszlott.

## Sport
- A Dinko Lukarić sportcsarnok 1974-ben épült a kézilabda, kosárlabda és röplabda sportok számára
- A BK "Kozala" női bocsaklubot 1983-ban alapították
- MRK Kozala Rijeka kézilabdaklub
- OK Kozalaport röplabdaklub